# Sư đoàn Bộ binh 2
Sư đoàn Bộ Binh 2 là một sư đoàn của quân đội Hoa Kỳ, được thành lập ngày 26 tháng 10 năm 1917. Nhiệm vụ chính hiện nay là bảo vệ Hàn Quốc trong giai đoạn đầu của một cuộc tấn công có thể sẽ xảy ra từ Bắc Triều Tiên cho đến khi các đơn vị khác của Mỹ có thể đến.
Có 17.000 binh sĩ trong Sư đoàn 2 Bộ Binh, với 10.000 người trong số họ đóng quân tại Hàn Quốc, chiếm khoảng 35% lực lượng quân sự của Mỹ tại Hàn Quốc. Sư đoàn 2 Bộ Binh không giống như bất kỳ bộ phận khác trong quân đội Mỹ, được tạo thành từ một phần của các binh sĩ Hàn Quốc, được gọi là KATUSAs (lực lượng Hàn Quốc trong quân đội Mỹ). Chương trình này bắt đầu vào năm 1950 theo thỏa thuận với Tổng thống Hàn Quốc Syngman Rhee. Khoảng 27.000 binh sĩ KATUSAs phục vụ trong quân đội Hoa Kỳ vào cuối của Chiến tranh Triều Tiên. Tính đến tháng 5 năm 2006, khoảng 1.100 binh sĩ KATUSA phục vụ với Sư đoàn 2 Bộ Binh. Cũng đã có hơn 3.000 binh sĩ Hà Lan gia nhập sư đoàn từ năm 1950 đến năm 1954.
Các thành phần của sư đoàn bao gồm: Lữ đoàn Thiết Giáp số 1; các Lữ đoàn Stryker 2, 3, 4; lữ đoàn không vận tác chiến.